# International Women's Open 1997
L'International Women's Open 1997 è stato un torneo di tennis giocato sull'erba. 
È stata la 23ª edizione del torneo di Eastbourne, che fa parte della categoria Tier II nell'ambito del WTA Tour 1997. 
Si è giocato a Eastbourne in Inghilterra, dal 17 al 22 giugno 1997.

## Campionesse

### Singolare
Arantxa Sánchez Vicario vs.  Jana Novotná

### Doppio
Lori McNeil /  Helena Suková vs.  Nicole Arendt /  Manon Bollegraf